# Lachnus salicis
Lachnus salicis är en insektsart. Lachnus salicis ingår i släktet Lachnus och familjen långrörsbladlöss. Inga underarter finns listade i Catalogue of Life.